# Kristjan Jaak Peterson

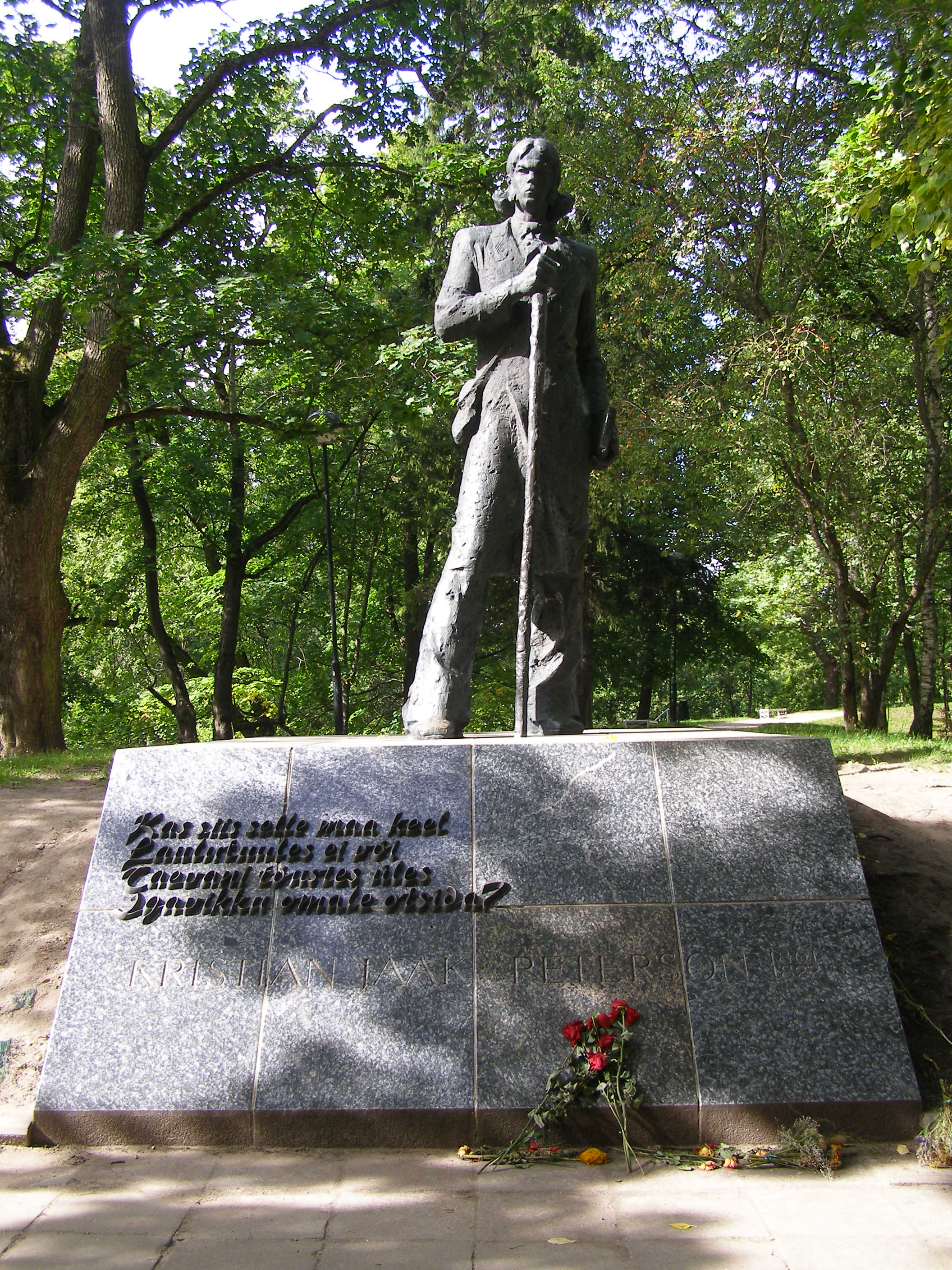
Socha v estonském Tartu

Kristjan Jaak Peterson (14. března 1801 Riga – 4. srpna 1822 Riga) byl estonský básník, zakladatel estonské národní literatury a moderní estonské poezie. Den jeho narození se v Estonsku každoročně slaví jako Den mateřského jazyka.

## Život
Kristjan Jaak Peterson byl synem estonského kostelníka a o jeho matce je známo jen tolik, že neměla ryze estonské předky. Mladý Kristjan navštěvoval zemské gymnázium v Rize a vysokoškolské čtyřleté studium absolvoval za pouhá tři léta. Během studia se projevilo jeho jazykové nadání. Věnoval se němčině, švédštině, hebrejštině, řečtině, latině, ruštině, angličtině a zajímal se také o řadu exotických jazyků. Již v útlém věku si začal uvědomovat svou příslušnost k zanikajícímu etniku a snažil se přispět k estonskému národnímu obrození. Svou myšlenku demonstroval už na první pohled. Peterson se neostýchal oblékat do tradičních estonských oděvů, které běžně nosil při setkáních s erudovanou baltskou inteligencí. Jeho život byl předčasně ukončen ve věku jednadvaceti let, kdy podlehl nákaze tuberkulózou. Zemřel v Rize, kde je i pohřben, ale přesná poloha jeho hrobu není známa.

## Dílo
Již na vysoké škole publikoval ve vědeckých časopisech, např. v periodiku Johanna Heinricha Rosenpläntera Beiträge zur genauern Kenntniss der ehstnischen Sprache a psal i básně v angličtině. Peterson byl prvním básníkem, který vynaložil úsilí k tomu, aby dokázal, že estonština je vhodná i pro uměleckou tvorbu. Napsal tři německojazyčné básně a 21 básní v angličtině, deset ód a pět pastorálních zpěvů. Kristjan Jaak Peterson se nikdy nedočkal publikování svých knih, k němuž došlo až sto let po jeho smrti. Nicméně už v roce 1823 byly vydány tři jeho básně v německém jazyce.
Jediné dílo, které mu přineslo uznání už za jeho života, byl překlad švédské verze knihy Kristfrida Ganandera Mythologia Fennica do němčiny. Tato kniha je slovníkem finských slov a jmen vztahujících se k mytologii. Věřil, že estonská mytologie je podobná finské, a proto na základě sesbíraných materiálů vytvořil základ estonského bájesloví. Jeho rekonstrukce estonského pantheonu podnítila další zkoumání a v konečném důsledku se stala důležitým zdrojem národního povědomí, inspirací pro ranou estonskou literaturu a vedla k sestavení estonského národního u Kalevipoeg, jehož autorem byl Friedrich Reinhold Kreutzwald.

### Poezie
Od počátku byla Petersonova poezie prosycena vlivem rané romantické literatury, nicméně se také zajímal o prvky estonských lidových písní, z nichž si jako první přisvojil motivy a formální prvky, které začlenil do svých básní.
Petersonovy ódy jsou z části hrdinské, z části filosofické. Přehlídka kosmických jevů a mocných přírodních sil ho pravidelně přiváděla k myšlenkám o velikosti a vznešenosti Boha. Ale tyto představy se smísily s dalšími, reprezentujícími racionální hnutí a myšlenky osvícenství. Místy se také vracel k tématu lásky, přátelství a krásy přírody. Naproti tomu jsou jeho bukolicky laděná díla prosyceny lidovými motivy, a proto nás blíže seznamují s podstatou jeho rodné země.
Ve výsledku se Petersonova poezie radikálně odlišuje od běžné kompozice své doby jak ve formě, tak v obsahu. Důvod, proč jeho básně zůstaly nevydány, byl ten, že všechny byly napsány formou volného verše, ódy jsou psány aliteračním veršem, zatímco pastorální písně se navracejí k trochejskému rytmu tradičních lidových písní. Charakteristickým rysem je hojnost metafor a přirovnání.
Jeho poezie je naplněná něčím, co má přetrvat po věky. Ve skutečnosti celé jeho poetické dílo, omezené prostorem a časem, v němž tvořil, mělo významný vliv na přežití jeho národního jazyka a rodné vlasti.

## Výběrová bibliografie
Ódy
- Kuu (Měsíc),
- Laulja (Pěvec)k,
- Sõprus (Přátelství),
- Inmene.,

Pastorální básně
- Karjaste laul (Píseň pastýřů),
- Ott ning Peedo (Ott a Peedo),
- Elts ja Tiio, karjased (Els a Tio, pastýři),
- Mardi Luterusi päeval

Souborné vydání
- Laulud, päevaraamat ja kirjad (Písně, deník a dopisy). Tartu, 1922.